# Klub Płytowy Razem
Klub Płytowy „Razem” – polska wytwórnia muzyczna działająca w latach 1983–1988.
Klub miał zarejestrowanych członków, dla których wydawał płyty długogrające, były to nierzadko rarytasy na ówczesnym krajowym rynku fonograficznym. Z różnych przyczyn artyści wydawali albumy w tym niskonakładowym Klubie. Niekiedy nadwyżki nakładu były ogólnodostępne w prestiżowych księgarniach muzycznych. Według szczątkowych informacji na początku lat 90 XX w. po przekazaniu tygodnika „Razem” w ręce partii politycznej Konfederacja Polski Niepodległej (KPN) Klub został przekształcony w wydawnictwo muzyczne Digiton.
1 grudnia 2012 Klub Płytowy „Razem” wznowił działalność.

## Katalog

### Albumy napłycie gramofonowej
- Z-SX-0748 różni wykonawcy: TOP '83 (tłoczenie: PN Muza 1983)

- RLP-001 Lombard: Wolne od cła (tłoczenie: PN Muza Z-SX 0751, 1984)
- RLP-002 Maanam: Night Patrol (tłoczenie: PN Muza Z-SX 0752, 1983)
- RLP-003 Azyl P.: Live (tłoczenie: PN Muza Z-SX 0753, 1985)
- RLP-004 różni wykonawcy: TOP '84 (tłoczenie: PN Muza Z-SX 0754, 1985)
- RLP-005 Lady Pank: Drop Everything (tłoczenie: PN Muza Z-SX 0764, 1985)
- RLP-006 Maanam: Wet Cat (tłoczenie: PN Muza Z-SX 0775, 1985)
- RLP-007 Turbo: Smak ciszy (tłoczenie: PN Muza Z-SX 0776, 1985)
- RLP-008 Killer: Shock Waves (tłoczenie: PN Muza Z-SX 0777)
- RLP-009 Wildfire: Summer Lightning (tłoczenie: PN Muza Z-SX 0778)
- RLP-010 Di Rock Cymbalisten: Act Two (tłoczenie: PN Muza Z-SX 0779, 1985)
- RLP-011 Warlock: Burning the Witches (tłoczenie: PN Muza Z-SX 0780, 1986)
- RLP-012 Azyl P.: Nalot (tłoczenie: PN Muza Z-SX 0781, 1986)
- RLP-013 Kat: 666 (tłoczenie: PN Muza Z-SX 0782, 1986)
- RLP-014 Apogeum: Apogeum 2 (tłoczenie: PN Muza Z-SX 0788, 1986)
- RLP-015 Kult: Posłuchaj to do ciebie (tłoczenie: PN Muza Z-SX 0789, 1987)
- RLP-016 Sztywny Pal Azji: Europa i Azja (tłoczenie: PN Muza Z-SX 0790, 1987)
- RLP-017 Sucha Orkiestra: Schi (tłoczenie: PN Muza Z-SX 0791, 1987)
- RLP-018 Minimal Compact: Raging Souls (tłoczenie: PN Muza Z-SX 0792, 1987)
- RLP-019 Kobranocka: Sztuka jest skarpetką kulawego (tłoczenie: PN Muza Z-SX 0801, 1988)
- RLP-020 Dezerter: Dezerter (tłoczenie: PN Muza Z-SX 0802, 1988)
- RLP-021 Wilczy Pająk: Wilczy Pająk (tłoczenie: PN Muza Z-SX 0805, 1989)
- RLP-022 T.Love: Miejscowi – live (tłoczenie: PN Muza Z-SX 0803, 1988)
- RLP-023 Charon: Charon (tłoczenie: PN Muza Z-SX 0804, 1988)

### Maxisingle na płytach gramofonowych
- RMSP-1 Minimal Compact Imigrant Songs 1987
- RMSP-2 Lady Pank Gwiazdkowe dzieci 1990

### Wydawnictwo  nacompact disc
- RCD-003 Voo Voo Zespół gitar elektrycznych 2013
- RCD-004 Open Fire Lwy ognia 2013
- RCD-005 Deuter 3 maja 1987 koncert / Rozruchy 2013

Ponadto Klub Płytowy miał wydać:
- Jajco i Giganci – Wasz ambasador
- One Million Bulgarians – One Million Bulgarians[2]
- Variété – Bydgoszcz
- Wańka Wstańka – Na żywca
- 1984 – Specjalny rodzaj kontrastu[3]

Płyta zespołu Variété nie ukazała się z powodu kradzieży taśmy matki. Podobnie zaginęły nagrania zespołu 1984, w czasie gdy zniecierpliwiony długim oczekiwaniem na wydanie płyty, zespół starał się zainteresować firmę Rogot. Do albumów Jajco i Giganci, One Million Bulgarians oraz Wańka Wstańka wyprodukowane zostały okładki.